# Animals On Wheels
Animals On Wheels (eigentlich Andrew Coleman) ist ein britischer Musiker.
Seit 1994 produzierte er elektronische Musik nach fehlgeschlagenen Anläufen, mit mehreren Musikern als Band Fuß zu fassen. Zunächst arbeitete er mit einem gebrauchten Sampler und einem Atari, später mit PC und Mehrspurrekorder.
Sein erstes Album Designs & Mistakes veröffentlichte er beim britischen Downbeat-Label Ninja Tune. Es basiert weitgehend auf manipulierten Breakbeats und zahlreichen Samplings.
Seine Inspiration zum zweiten Album Nuvol I Cadira entnahm Coleman dem katalanischen Künstler Antoni Tàpies. Wörtlich übersetzt bedeutet Nuvol i Cadira Wolke und Stuhl und bezeichnet eine seiner Skulpturen auf dem Gebäude der Tàpies-Stiftung in Barcelona.

## Diskographie

### Alben
- 1997: Designs & Mistakes (Ninja Tune)
- 1999: Nuvol i Cadira (Ntone)

### Singles und EPs
- 1996: Joyless Fade Impeller EP (Ntone)
- 1997: Baits Bite (Bovinyl)
- 1997: Cooked EP (Ninja Tune)
- 1997: Untitled (ILL)
- 1999: Modular Existence (Ntone)